# Vlaardingse toiletmoord

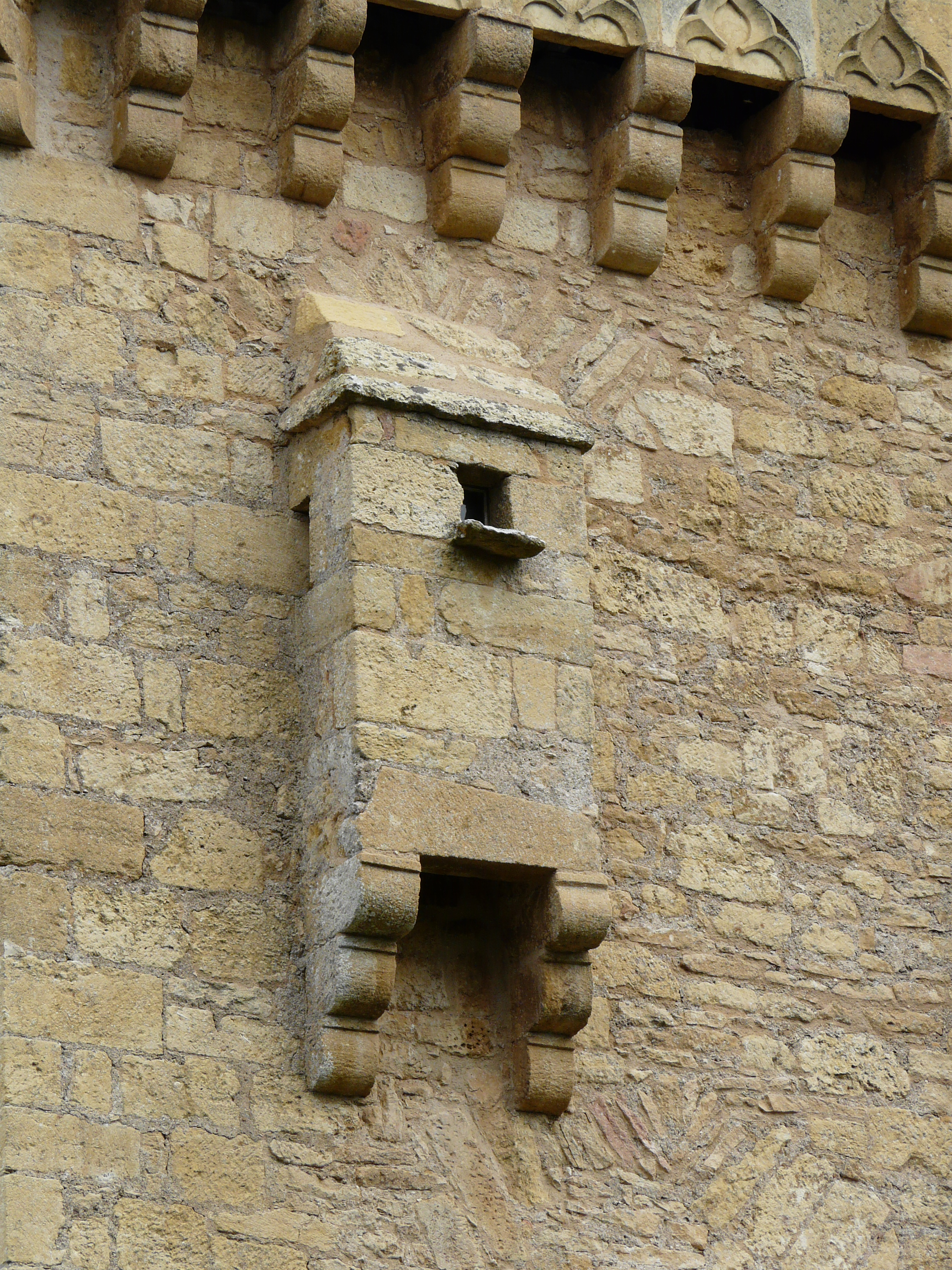
Voorbeeld van een gemak

De Vlaardingse toiletmoord vond plaats op of omstreeks 19 februari 1076. Het slachtoffer was de hertog van Neder-Lotharingen, Godfried III met de Bult, die tijdens een nachtelijk bezoek aan het gemak (latrine) dodelijk werd verwond met een steekwapen. Het gemak bevond zich aan de buitenkant van een muur van een kasteel in Vlaardingen; de dader, een zekere Gijsbert, was tot onder het hangende gemak geklommen en doorstak de hertog van onderaf met een speer of ijzeren staaf. Godfried overleed ongeveer een week later op 26 februari 1076 te Utrecht, waar hij per schip naartoe was vervoerd om behandeld te worden. De dader is nooit opgepakt.
De opdracht voor de moord was naar verluidt afkomstig van de Friese graaf Dirk V en zijn stiefvader, de graaf van Vlaanderen Robrecht I de Fries. Zij hadden een conflict met de bisschop van Utrecht, Willem van Gelre en wilden gebieden die zij door toedoen van de hertog aan het bisdom waren verloren, heroveren. De Duitse keizer Hendrik IV steunde het bisdom en Godfried III, heerser over Neder-Lotharingen dat het huidige Nederland en delen van Duitsland, België en Noord-Frankrijk omvatte, steunde op zijn beurt de Duitse keizer. Nadat in april ook de bisschop overleed, heroverde Dirk V het gebied op 8 juni van hetzelfde jaar, tijdens de Slag bij IJsselmonde. Zo breidde hij zijn gebied en zijn macht uit. Dit werd de basis van wat enkele decennia later het Graafschap Holland ging heten.
De middeleeuwse bronnen zijn het over de locatie van de moord niet met elkaar eens: volgens sommige bronnen zou de moordaanslag niet in Vlaardingen hebben plaatsgevonden, maar in Antwerpen. Die lezing is zeer twijfelachtig omdat het vervoer van de gewonde hertog per schip naar Utrecht vanuit Antwerpen niet logisch is. Het misdrijf vond waarschijnlijk in de nabije omgeving van Vlaardingen plaats, maar het is onbekend in welke burcht; hiervoor zijn meerdere locaties mogelijk. Ook werd er al snel gespeculeerd over de opdrachtgever, waarbij ook de naam van de vrouw van de hertog, Mathilde van Toscane werd genoemd. Zij bevond zich ten tijde van de moord in Toscane in het huidige Italië. De relatie tussen de echtelieden was beslist niet harmonieus te noemen.